# Salix zangica
Salix zangica är en videväxtart som beskrevs av N. Chao. Salix zangica ingår i släktet viden, och familjen videväxter. Inga underarter finns listade i Catalogue of Life.